# 265
265（二百六十五、にひゃくろくじゅうご）は自然数、また整数において、264の次で266の前の数である。 

## 性質
- 265は合成数であり、約数は 1, 5, 53, 265 である。
  - 約数の和は324。
    - 約数の和が平方数になる14番目の数である。1つ前は217、次は282。
- 265 = 5 × 53
  - 2 + 6 + 5 = 5 + 5 + 3 より10番目のスミス数である。1つ前は202、次は274。
  - 85番目の半素数である。1つ前は262、次は267。
- 6番目のモンモール数である。1つ前は44、次は1854
- 各位の和が13になる18番目の数である。1つ前は256、次は274。
- 265 = 32 + 162 = 112 + 122
  - 異なる2つの平方数の和で表せる80番目の数である。1つ前は261、次は269。(オンライン整数列大辞典の数列 A004431)
  - 2つの平方数の和2通りで表せる14番目の数である。1つ前は260、次は290。
  - 265 = 112 + 122
    - n = 11 のときの n2 + (n + 1)2 の値とみたとき1つ前は221、次は313。(オンライン整数列大辞典の数列 A001844)
    - 12番目の中心つき四角数である。
- 265 = 22 + 62 + 152
  - 3つの平方数の和1通りで表せる78番目の数である。1つ前は260、次は268。(オンライン整数列大辞典の数列 A025321)
  - 異なる3つの平方数の和1通りで表せる80番目の数である。1つ前は264、次は277。(オンライン整数列大辞典の数列 A025339)
- 265 = 28 + 9
  - n = 8 のときの 2n + n + 1 の値とみたとき1つ前は136、次は522。(オンライン整数列大辞典の数列 A005126)

## その他 265 に関連すること
- 第265代ローマ教皇は、ベネディクト16世（在位：2005年4月19日～2013年2月28日）である。
- 年始から数えて265日目は、9月22日。
- 国際電話番号の265は、マラウイ。
- スカパー!のCh265は、スペースシャワーTV。
- 第二六五海軍航空隊 は、大日本帝国海軍の飛行隊。
- エドワーズ(USS Edwards, DD-265)は、アメリカ海軍の駆逐艦。
- ピート(USS Peto, SS-265)は、アメリカ海軍の潜水艦。
- BSのチャンネル番号265はBSよしもと。